# Облога Константинополя (717—718)
Обло́га Константино́поля — друга облога арабами столиці Візантії в 717—718. Перемога Візантії сприяла подальшому переходу в контрнаступ проти Арабського халіфату.

## Передумови
У 695 році внаслідок зовнішніх невдач і внутрішніх конфліктів було повалено імператора Юстиніана II. Відтак загострилася внутрішня боротьба, чим скористалися арабські загарбники. У 695—711 роках змінилося три імператори — Леонтій, Тиберій III, Юстиніан II (вдруге).
У 707 році араби захопили міста Мопсуестію і Тіан Каппадокійську, знищивши загони, вислані імператором на підмогу фортецям. 708 року було сплюндровано область навколо Хрисополя на Мармуровому морі, а в 709 році Маслама (брат халіфа Аль-Валіда I) перетнув з 80-тисячним військом Дарданелли, сплюндрувавши південно-східну Фракію.
711 року було вдруге повалено імператора Юстиніана II. Після цього візантійські імператори почали швидко міняти один одного на троні — на ньому встигли побувати Філіппік у 711—713 роках, Анастасій II у 713—715 роках, Феодосій III у 715—717 роках. Користуючись цим, араби стали готуватися до нового рішучого походу. Вони розраховували скористатися заколотом Льва Ісавра, стратига феми Анатолік.

## Підготовчі дії
Підготовка до арабського вторгнення почалася 715 році, коли халіф Сулейман розпочав планування масштабної операції, щоб одночасним ударом з моря і з суші знищити Візантію. Дізнавшись про приготування арабів, імператор Анастасій II відправив до них єпарха міста Константинополя патрикія Данила нібито з метою проведення переговорів про мир, а насправді щоб розвідати, як відбувається підготовка. Діставши необхідні відомості, Анастасій II почав підготовку до облоги Константинополя.
Водночас імператор спробував організувати превентивний контрудар. Влітку 715 року він відправив проти арабів швидкохідний флот з десантом на борту на чолі з логофетом генікона Іоанном. Завданням візантійського війська було зашкодити підготовці супротивника до вторгнення, зокрема спалити недобудований арабський флот на корабельнях і захопити або знищити зібрані в портах військове спорядження і продовольчі запаси. Втім, ця експедиція закінчилася невдачею — під час стоянки на о. Родос солдати феми Опсікій збунтувалися, вбили Іоанна і оголосили імператором митаря Феодосія, якого невдовзі зробили імператором. Втім у 717 році новим візантійським імператором став Лев Ісавр.

## Облога
З огляду на те, що візантійці постійно боролися між собою, арабське військо на чолі із Масламою доволі швидко просунулося Малою Азією. Захопивши Пергам у середині липня 717 року мусульманські війська чисельністю до 120 тисяч під проводом перейшли Геллеспонт і до середини серпня розпочали облогу Константинополя. 1 вересня приєднався арабський флот у 1800 суден під орудою самого халіфа. Він блокував всі морські підступи до столиці, зайнявши весь простір від Магнаври до Кікловія. У відповідь візантійці декілька разів за допомогою «грецького вогню» атакували арабські судна.
Оскільки взяти місто відразу виявилося неможливим, араби розпочали планомірну облогу, оточивши свій табір ровом і земляним валом, зверху якого була споруджена кам'яна крепіда. Спроба штурму закінчилася для арабів невдачею. Своєю чергою візантійці здійснювали постійні вилазки. В Константинополі поступово скупчилося так багато полонених мусульман, що на прохання Маслами для них навіть була відкрита мечеть при в'язниці преторія. Суттєвим випробуванням для арабів стала надзвичайно сувора зима. До цього додалася нестача харчів в мусульманському таборі. Ще одну небезпеку становили війська булгарського кагана Тервела, що відповідно до угоди з Візантією, атакував арабську військо.
Навесні 718 року араби вирішили знищити булгарську армію, але їхній напад відбили. При цьому мусульманська армія зазнала відчутних втрат. Становище арабського війська мали врятувати прибулі їм на допомогу навесні флоти з єгипетської Александрії в 400 суден і Африки в 360 кораблів, які доставили в значних кількостях харчі і зброю. Проте вони, не наважившись підійти до Константинополя через побоювання бути знищеними «грецьким вогнем». Тому здебільшого висадилися на узбережжі Віфінії, де значна частина їх була знищена візантійцями на чолі з імператором. Після цього голод арабів досяг такої сили, що вони порізали на м'ясо всіх своїх коней, ослів, верблюдів, їли падло. Частина моряків-християн з надісланого єгипетського флоту зрадила арабів і перейшла на бік візантійців разом з кораблями. Разом з тим мусульмани зазнали істотних втрат від партизанських ударів візантійської кавалерії, якою були зупинені в районі Нікеї підкріплення, що йшли суходолом. Серед арабів почалася чума.
Зрештою 15 серпня 718 року халіф Сулейман наказав зняти облогу Константинополя. Візантійці практично вщент спалили флот, що відступав, а страшна буря в Егейському морі знищила його рештки. У підсумку додому повернулося всього 5 кораблів. Втрати арабів розцінюють по-різному: від 80 до 170 тис. полеглих у битвах, померлих від голоду і хвороб.

## Наслідки
Було зупинено арабську експансію у Малій Азії та на Балканах. На 10 років усунуто загрозу арабського вторгнення, що було використано для реформування війська, поліпшення господарства імперії. Лише у 726 році араби наважилися на значний похід проти Візантії, а нова потужна армія була зібрана лише у 736 році. Перемога біля Константинополя заклала основу для майбутнього стратегічного переламу у візантійсько-арабських війнах.